# Elephantomyia pendleburyi
Elephantomyia pendleburyi är en tvåvingeart som beskrevs av Edwards 1928. Elephantomyia pendleburyi ingår i släktet Elephantomyia och familjen småharkrankar. Inga underarter finns listade i Catalogue of Life.